# Teruhito Sugawara
Teruhito Sugawara (Tokyo, 13 luglio 1972) è un pilota di rally giapponese, specializzato nei rally raid, figlio della leggenda della Dakar Yoshimasa Sugawara, sette volte sul podio nella categoria camion.
A sua volta Teruhito, come pilota principale del suo equipaggio, ha concluso il Rally Dakar in cinque occasioni su sei nella top ten, dal 2005 al 2011, ha inoltre vinto il Rally dei Faraoni nel 2003, prima vittoria assoluta di un giapponese in un rally raid.

## Biografia
Fino al Rally Dakar 2004, Teruhito Sugawara (nato nel 1972), ha gareggiato in equipaggio col padre Yoshimasa Sugawara, dal Rally Dakar 2005 prende parte al rally raid con un suo equipaggio.

## Palmarès

### Rally Dakar
Essendo l'Hino Ranger un camion non troppo grande, in molte edizioni gli equipaggi facevano a meno del maccanico ad occupare il terzo posto.
| Anno | Copilota                    | Meccanico       | Mezzo           | Pos. | Tappe |
| ---- | --------------------------- | --------------- | --------------- | ---- | ----- |
| 1999 | Yoshimasa Sugawara (pilota) | Naoko Matsumoto | Hino Ranger     | 4º   | 2     |
| 2000 | Yoshimasa Sugawara (pilota) | Seiichi Suzuki  | Hino Ranger     | 5º   |       |
| 2001 | Yoshimasa Sugawara (pilota) | Seiichi Suzuki  | Hino Ranger     | 2º   |       |
| 2003 | Yoshimasa Sugawara (pilota) | Seiichi Suzuki  | Hino Ranger     | 5º   |       |
| 2004 | Yoshimasa Sugawara (pilota) | Seiichi Suzuki  | Hino Ranger     | 5º   |       |
| 2005 | Seiichi Suzuki              | -               | Hino Ranger     | 6º   |       |
| 2006 | Seiichi Suzuki              | -               | Hino Ranger     | 7º   |       |
| 2007 | Seiichi Suzuki              | -               | Hino Ranger     | 9º   |       |
| 2009 | Seiichi Suzuki              | -               | Hino Ranger     | 14º  |       |
| 2010 | Seiichi Suzuki              | -               | Hino Ranger     | 7º   |       |
| 2011 | Seiichi Suzuki              | -               | Hino Ranger     | 9º   |       |
| 2012 | Seiichi Suzuki              | -               | Hino Ranger     | 9º   |       |
| 2013 | Hiroyuki Sugiura            | -               | Hino 500        | 19°  | 0     |
| 2014 | Hiroyuki Sugiura            | -               | Hino 500        | 12°  | 0     |
| 2015 | Hiroyuki Sugiura            | -               | Hino 500        | 16°  | 0     |
| 2016 | Hiroyuki Sugiura            | -               | Hino 500        | 13°  | 0     |
| 2017 | Hiroyuki Sugiura            | -               | Hino 500        | 8°   | 0     |
| 2018 | Mitsugu Takahashi           | -               | Hino 500        | 6°   | 0     |
| 2019 | Katsumi Hamura              | -               | Hino 500        | 9°   | 0     |
| 2020 | Hirokazu Somemiya           | Yuji Mochizuki  | Hino 500        | 10°  | 0     |
| 2021 | Hirokazu Somemiya           | Yuji Mochizuki  | Hino 500        | 12°  | 0     |
| 2022 | Hirokazu Somemiya           | Yuji Mochizuki  | Hino 600-Hybrid | 22°  | 0     |
| 2023 | Hirokazu Somemiya           | Yuji Mochizuki  | Hino 600-Hybrid | 10°  | 0     |
| 2024 | Hirokazu Somemiya           | Yuji Mochizuki  | Hino 600-Hybrid | 6°   | 0     |
| 2025 | Hirokazu Somemiya           | Yuji Mochizuki  | Hino 600-Hybrid | 13°  | 0     |

### Altri risultati
2003
- al Rally dei Faraoni su Hino Motors